# Forma indeterminata
Nella matematica, e in particolare nel calcolo infinitesimale, le scritture:
{\displaystyle {\frac {0}{0}},\qquad {\frac {\infty }{\infty }},\qquad 0\cdot \infty ,\qquad 1^{\infty },\qquad 0^{0},\qquad \infty ^{0},\qquad +\infty -\infty ,}
individuano le cosiddette forme indeterminate, che sono collezioni di funzioni di una variabile reale esprimibili componendo (mediante una moltiplicazione, una divisione o un elevamento a potenza) due funzioni di variabile reale {\displaystyle f(x)} e  {\displaystyle g(x)} aventi un determinato comportamento quando la variabile tende a un valore finito o infinito di aderenza per entrambi i domini delle funzioni.
Consideriamo in particolare la prima delle forme sopra introdotte; la funzione
{\displaystyle {\frac {f(x)}{g(x)}}}
relativamente al tendere della variabile {\displaystyle x} ad un opportuno elemento {\displaystyle x_{0}} dell'insieme dei reali esteso {\displaystyle \mathbb {R} ^{*}=\mathbb {R} \cup \{-\infty ,+\infty \}}, si attribuisce alla forma {\displaystyle {\tfrac {0}{0}}} se {\displaystyle f(x)} e  {\displaystyle g(x)} tendono entrambe a {\displaystyle 0} quando {\displaystyle x} tende a {\displaystyle x_{0}}.
Può accadere che questa funzione rapporto si avvicini a un qualsiasi numero reale, a {\displaystyle +\infty } o a {\displaystyle -\infty }, oppure che non riesca a convergere ad alcun punto sulla retta reale estesa; il suo comportamento dipende dalle caratteristiche delle funzioni {\displaystyle f} e {\displaystyle g} in vicinanza di {\displaystyle x_{0}}. 
Ad esempio:
{\displaystyle \lim _{x\to 0}{\frac {\sin x}{x}}=1}
mentre:
{\displaystyle \lim _{x\to 49}{\frac {x-49}{{\sqrt {x}}-7}}=\lim _{x\to 49}{\frac {\left({\sqrt {x}}-7\right)\left({\sqrt {x}}\,+7\right)}{{\sqrt {x}}-7}}=14}
La sostituzione diretta delle funzioni a numeratore e a denominatore con i corrispondenti limiti per entrambi i precedenti rapporti, porta ad attribuire la funzione alla forma indeterminata {\displaystyle {\tfrac {0}{0}}}, mentre i limiti di entrambi i rapporti esistono effettivamente e sono uguali a {\displaystyle 1} e {\displaystyle 14} rispettivamente.
Per altri rapporti che appartengono alla stessa forma indeterminata il limite non esiste.
Osservazioni simili valgono per le altre forme indeterminate indicate in precedenza.
In molti casi, qualche semplificazione algebrica, la regola di De L'Hôpital, o altri metodi possono essere usati per semplificare l'espressione fino ad un punto nel quale si riesce a valutare il limite.
Il calcolo dei limiti notevoli può essere inoltre svolto o semplificato grazie alla stima asintotica.
Si noti che per qualsiasi {\displaystyle a} non nullo {\displaystyle a^{0}} e {\displaystyle {\tfrac {a}{0}}} (si veda Divisione per zero) non sono forme indeterminate.

## Risoluzione con la regola di De l'Hôpital
La regola di De l'Hôpital permette di risolvere direttamente le forme indeterminate sotto forma di quoziente, ovvero {\displaystyle {\frac {0}{0}}} e {\displaystyle {\frac {\infty }{\infty }}}. In pratica si procede derivando il numeratore e il denominatore. Se esiste il limite di questo nuovo quoziente, allora esisterà anche il limite del quoziente originale e i due limiti sono uguali. Se invece il nuovo quoziente converge a sua volta ad una forma indeterminata, si può ripetere l'operazione calcolando la seconda derivata e così via. La non esistenza del limite del quoziente delle derivate comunque non implica la non esistenza del limite del quoziente originale.
Nel caso in cui ci si trovi davanti ad una forma indeterminata che non sia sotto forma di quoziente, è possibile applicare la regola di de l'Hôpital previa trasformazione della forma indeterminata in un quoziente.
In particolare, la tabella seguente mostra le varie trasformazioni che si applicano per risolvere forme di indeterminazione con il teorema di De l'Hôpital:
| Forma                                     | Condizione                                                                   | Risultati                                      | Trasformazione                                                                                 |
| {\displaystyle \lim {\frac {f(x)}{g(x)}}} | {\displaystyle \lim f(x)=0}, {\displaystyle \lim g(x)=0}                     | {\displaystyle {\frac {0}{0}}}                 | non necessaria                                                                                 |
| {\displaystyle \lim {\frac {f(x)}{g(x)}}} | {\displaystyle \lim f(x)=\pm \infty }, {\displaystyle \lim g(x)=\pm \infty } | {\displaystyle \pm {\frac {\infty }{\infty }}} | non necessaria                                                                                 |
| {\displaystyle \lim f(x)\cdot g(x)}       | {\displaystyle \lim f(x)=0}, {\displaystyle \lim g(x)=\pm \infty }           | {\displaystyle 0\cdot \infty }                 | {\displaystyle \lim {\frac {f(x)}{1/g(x)}}} oppure {\displaystyle \lim {\frac {g(x)}{1/f(x)}}} |
| {\displaystyle \lim f(x)^{g(x)}}          | {\displaystyle \lim f(x)=1}, {\displaystyle \lim g(x)=\infty }               | {\displaystyle 1^{\infty }}                    | {\displaystyle e^{\left(\lim {\frac {\ln f(x)}{1/g(x)}}\right)}}                               |
| {\displaystyle \lim f(x)^{g(x)}}          | {\displaystyle \lim f(x)=0}, {\displaystyle \lim g(x)=0}                     | {\displaystyle 0^{0}}                          | {\displaystyle e^{\left(\lim {\frac {\ln f(x)}{1/g(x)}}\right)}}                               |
| {\displaystyle \lim f(x)^{g(x)}}          | {\displaystyle \lim f(x)=\infty }, {\displaystyle \lim g(x)=0}               | {\displaystyle \infty ^{0}}                    | {\displaystyle e^{\left(\lim {\frac {\ln f(x)}{1/g(x)}}\right)}}                               |
| {\displaystyle \lim(f(x)-{g(x))}}         | {\displaystyle \lim f(x)=+\infty }, {\displaystyle \lim g(x)=+\infty }       | {\displaystyle +\infty -\infty }               | {\displaystyle \ln \left(\lim {\frac {e^{f(x)}}{e^{g(x)}}}\right)}                             |

## Limite notevole del tipo ∞/∞ per frazioni polinomiali
Consideriamo la successione:
{\displaystyle {P_{p}(n) \over Q_{q}(n)}} {\displaystyle ={{a_{p}n^{p}+a_{p-1}n^{p-1}+\ldots +a_{1}n+a_{0}} \over {b_{q}n^{q}+b_{q-1}n^{q-1}+\ldots +b_{1}n+b_{0}}}}
quoziente di due polinomi di grado {\displaystyle p} e {\displaystyle q}. Vogliamo studiare il caso in cui si presenta una forma indeterminata 
{\displaystyle {\tfrac {\infty }{\infty }}}.
Raccogliendo {\displaystyle n^{p}} al numeratore e {\displaystyle n^{q}} al denominatore si ha:
{\displaystyle n^{p-q}{{a_{p}+a_{p-1}n^{-1}+\ldots +a_{1}n^{1-p}+a_{0}n^{-p}} \over {b_{q}+b_{q-1}n^{-1}+\ldots +b_{1}n^{1-q}+b_{0}n^{-q}}}}
cioè:
{\displaystyle n^{p-q}c_{n}}
dove:
{\displaystyle c_{n}={{a_{p}+a_{p-1}n^{-1}+\ldots +a_{1}n^{1-p}+a_{0}n^{-p}} \over {b_{q}+b_{q-1}n^{-1}+\ldots +b_{1}n^{1-q}+b_{0}n^{-q}}}}
poiché {\displaystyle n^{-k}\to 0} qualunque sia {\displaystyle k\in \mathbb {N} } non nullo si ha:
{\displaystyle a_{n}={{P_{p}(n)} \over {Q_{q}(n)}}} vale:
- {\displaystyle {a_{p} \over b_{q}}} se {\displaystyle p=q}
- segno {\displaystyle \left({a_{p} \over b_{q}}\right)\infty } se {\displaystyle p>q}
- {\displaystyle 0} se {\displaystyle p<q}

poiché {\displaystyle n^{p-q}} vale:
- {\displaystyle 1} se {\displaystyle p=q;}
- {\displaystyle +\infty } se {\displaystyle p\geq q;}
- {\displaystyle 0} se {\displaystyle p\leq q.}